# Piloto (Awake)
"Piloto" es el primer episodio de la serie de televisión policíaca de ciencia ficción y fantasía Awake. En el episodio, Michael Britten (Jason Isaacs) y su familia están involucrados en un accidente de auto fatal. Michael está en conflicto con dos realidades paralelas, su esposa Hannah (Laura Allen) está viva y su hijo Rex (Dylan Minnette) está muerto, mientras en otra realidad alternativa su hijo está vivo y su esposa está fallecida. Michael ve a dos terapeutas (Cherry Jones y BD Wong) que intentan ayudarlo a afrontar las pérdidas de sus familiares. Britten también tiene que resolver diferentes casos con su compañero Efrem Vega (Wilmer Valderrama) en una realidad y el compañero Isaiah "Bird" Freeman (Steve Harris) en la otra. 
El episodio fue escrito por Kyle Killen y dirigido por David Slade. El concepto de Awake fue ideado por Killen, quién previamente creó la serie Lone Star. Aunque fue inspirada en los procesos de sueño, y su escritura fue citada como potencialmente demasiada compleja para la televisión americana. El rodaje para el piloto comenzó en los Estudios Fox en Los Ángeles, California.

## Trama
El episodio comienza con el detective Michael Britten (Jason Isaacs), quien va a sesiones de terapia con el Dr. John Lee (BD Wong) y la Dra. Judith Evans (Cherry Jones). Al haberse recuperado completamente de sus heridas, Michael recuerda la noche que él y su familia estuvieron involucrados en un accidente de auto. Michael revela que cada vez que se va a dormir, entra en conflicto entre dos realidades; en una realidad, su esposa Hanna Britten (Laura Allen) vivió pero su hijo Rex Britten (Dylan Minnette) fallece en el accidente, mientras que en la segunda realidad, Hannah murió en el accidente en lugar de Rex.
Michael está tratando de jugar sus vidas en las dos realidades, y viste una pulsera de goma roja en su muñeca en la realidad de Hannah y una verde en la realidad de Rex. En la de Rex, o la verde, Michael ha notado que Rex se ha enfocado en el tenis, ya que era el deporte de su madre. La entrenadora de tenis de Rex, Tara (Michaela McManus) ha estado hablando con Rex últimamente sobre lo que siente, y Michael quizás desarrolla sentimientos por ella. En la realidad de Hannah, o la roja, Hannah está intentando seguir adelante sin Rex, queriendo tener otro hijo.
Michael tiene un compañero diferente en cada realidad. En la realidad verde, su compañero es Isaiah "Bird" Freeman (Steve Harris) mientras que Efrem Vega (Wilmer Valderrama) es un oficial uniformado. En la realidad roja, Efrem es su nuevo compañero promovido, mientras que Isaiah es transferido a un precinto diferente. Michael comienza a darse cuenta de que las cosas pueden transferirse de una realidad a la otra, ya que la pista "611 Waverly," perteneciente a un caso, se le muestra a Michael en una realidad antes que lo ayuda a salvar a una niña de ser asesinada por un asesino en serie en la otra. 
Ambos terapeutas, el Dr. Lee y la Dra. Evans, intentan diagnosticar que pasa con Michael. Ambos lo ven como un mecanismo de lucha, y ambos insisten que la otra realidad es un sueño. Para probarle esto a Michael, el Dr. Evans hace que Michael lea una parte de la Constitución de Estados Unidos, como si esa realidad fuera un sueño, Michael no lo hubiera podido hacer, a menos que hubiera memorizado la Constitución. El hecho de que Michael tenía alcohol en el cuerpo la noche del accidente también es llamativo, por lo que el Dr. Lee plantea la hipótesis de que Michael tiene este sueño porque se siente culpable de asesinar a su hijo.
Al final del episodio, Michael llega a la conclusión de que quiere vivir con sus miembros familiares. Mientras se va a dormir en la realidad roja, Hannah (a quién Michael le contó sobre la realidad verde) le dice a Michael que disfrute a Rex, y que le diga que ella lo ama. Luego, Michael se duerme, transfiriéndose a la realidad verde.

## Producción

### Concepción
Kyle Killen ideó el concepto de la serie, que originalmente se tituló REM. Se la describió como un "procedimiento híbrido que se centra en las vidas simultáneas y paralelas de un detective que no puede dejar de lado ningún aspecto de su fracturada familia después de un accidente de auto." Killen previamente creó la serie Lone Star, que fue cancelada poco después de emitirse debido a bajos índices de audiencia. NBC tomó el episodio piloto para Awake en febrero de 2011.
Killen dijo que la cancelación de Lone Star fue una buena plataforma para explorar nuevas ideas para un programa de televisión potencial. "Creo que tenía algunas cosas en común con la última serie, Lone Star, y cuando terminó, creo que probablemente alguna de aquellas preguntas de dualidad e intentar sacar adelante una vida en dos espacios todavía estaba flotando en mi cabeza. Así que eso fue algo que sigue siendo de interés para mí, y esto parecía un buen vehículo para explorar un montón de eso." Buscó la inspiración en el proceso de soñar. Killen dijo: "el concepto de la forma en que tus sueños se sienten reales, la forma en que pareces experimentarlos como algo que tú no te planreas hasta que algo loco sucede y estalla ese globo. Creo que me interesé en la pregunta de, ¿qué pasaría sí nada estallara ese globo? ¿Qué pasaría si no pudieras darte cuenta la diferencia entre cuando estás despierto y cuando estás dormido? Y luego comencé a buscar una manera de unir esas dos ideas, y unos pocos meses después tuvimos Awake." 
Howard Gordon fue elegido como el productor ejecutivo de la serie. Gordon comparó la serie con The Good Wife. Dijo: «Con The Good Wife, hay aspectos de procedimiento, aspectos legales, tantas historias personales que tienen que decidir cada semana que formato harán y cómo lo encajarán. con Awake, la pregunta que nos preguntamos es, ¿por qué esto es un episodio de Awake? ¿Cómo aprovechas la única vanidad? En cierto modo, [la premisa] va en contra de la narración, en que habitualmente tienes un final, un medio y un fin». El episodio piloto fue escrito por Killen, y dirigido por David Slade. El rodaje para el piloto comenzó en Estudios Fox en Los Ángeles, California.

### Elenco

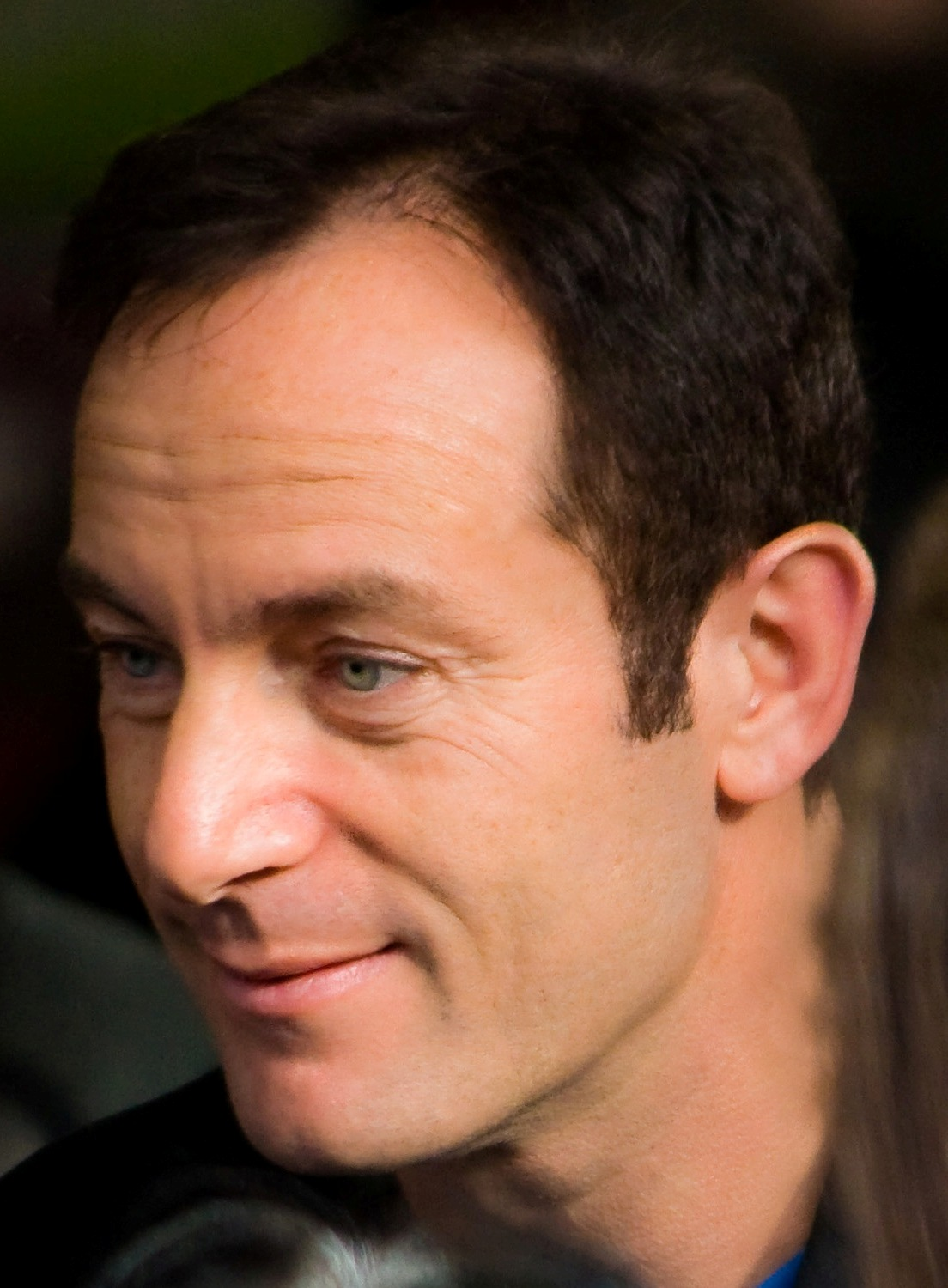
Jason Isaacs fue el primer actor en ser elegido en la serie.

En febrero de 2011, Jason Isaacs tuvo el papel de Michael Britten, el personaje principal de la serie. Gordon resumió la premisa del personaje: "Es un hombre que se va a dormir, despierta, está con su esposa, se va a dormir, despierta, y está con su hijo. Y también - es un policía que ve pistas y detalles que se cruzan de un mundo al siguiente, y él usa ese conocimiento para resolver los crímenes." Killen pensó que la premisa detrás de la serie sería relacionado con el público, haciéndolo más fácil de tener fanáticos más amplios. "Creo que había aspectos en Lone Star que eran más difíciles de tener una audiencia más amplia interesada", dijo. "El personaje principal era alguien que no puedes decidir sí te gusta o lo odias, y creo que el dilema de Britten es algo que no sólo somos simpáticos, sino de alguna manera queremos que él gane." Al mes siguiente, Laura Allen fue abordada por los productores para que interpretara a Hannah Britten. Michaela McManus al principio recibió el papel, pero luego le fue dado el papel de Tara, a quien Allen originalmente audicionó para interpretar.
Dylan Minnette fue elegido como Rex Britten, el hijo de Michael Britten. Minnette elogió el guion del episodio, y notó que la secuencia de la audición fue rápida. Dijo, "el proceso de conseguir el trabajo fue realmente rápido ya que la primera audición, Kyle Killen [...] estaba en la habitación, Jason [Isaacs] estaba en la habitación, el director de elenco estaba allí también y el director también. David Slade. Y estaban todos allí, para la primera audición y era como, '¡Wow! Está bien.'" Minnette recibió el papel dos semanas después a su audición. Otros miembros del elenco se incluyen a Wilmer Valderrama, Steve Harris, quiénes interpretan a los compañeros de Britten en ambas realidades; Cherry Jones y BD Wong como terapeutas de Britten en ambas realidades. Wong eligió el papel por su posición en Law & Order: Special Victims Unit. 

### Escritura
Killen dijo que escribir el guion del episodio fue uno de los procesos más difíciles de crear la serie. Él y su equipo de guionistas a menudo se confundían al intercambiar y ejecutar ideas para el guion; como resultado, decidieron distinguirlas en tinta verde y roja. Slade editó el lenguaje para separar mejor las ideas. 
La complejidad del guion del episodio piloto y el concepto de la serie fue citada como un problema potencial para la serie. Jennifer Salke, presidenta de la división de entretenimiento de NBC, evaluó la serie. "Las implicaciones de esto son complicadas," opinó Salke. "Pero pensamos que los espectadores se enganchen en la mitología inteligente en la manera que las historias se superponen y afectan a cada uno en muchas maneras interesantes." Tras leer el guion, Isaacs sintió que era "increíblemente difícil" y complicado para entender. "¿Siempre sabes en que realidad estás? [...] Eso se ha convertido en un don. Fue difícil pero me gusta bastante el trabajo duro." Isaacs luego sugirió que quizás sería demasiado melancólico para la audiencia. Dijo, "Cada piloto que se hace, viene de personas con un prestigio increíble. Son grandes y son el proyecto favorito de todos y luego nadie los menciona de nuevo. Varias personas talentosas, y la cabeza de la cadena sólo elige a una. Pero, ¿te quieres venir para aquí? ¿Quieres poner a los chicos en la escuela aquí? ¿Es eso lo que realmente quiero?" A pesar de estas preocupaciones, Gordon afirmó que el concepto de Awake era un "concepto bastante bueno una vez que te sientas y le prestas atención."